# Angry Birds Ar: Isle of Pigs
Angry Birds: Isle of Pigs (первоначально называвшаяся Angry Birds: First Person Slingshot для MagicLeap One Creators Edition) — это 3D-игра-головоломка, входящая в серию Angry Birds. Она была разработана Resolution Games в конце 2018 года и опубликована Rovio Entertainment в начале 2019 года.

## Игровой процесс
Angry Birds: Isle of Pigs, пытающаяся подражать игровой механике самых ранних видеоигр Angry Birds, представляет собой видеоигру-головоломку с трёхмерной графикой. Как и в прошлых играх Angry Birds с похожим геймплеем, основная цель игры состоит в том, чтобы уничтожить всех миньонов-свиней на уровнях, запуская набор птиц из рогатки. Эти миньоны-свиньи находятся внутри конструкций из стекла, дерева или камня. С другой стороны, у игрока будет максимум три птицы для запуска. В игре есть четыре разных игровых птицы, каждая со своими способностями. Если игроку не удастся вытолкнуть всех свиней на уровне, он увидит экран с ошибкой уровня, побуждающий его повторить попытку. Однако если им это удастся, они пройдут уровень и получат одну, две или три звезды в зависимости от полученного результата.
Хотя игровой процесс похож на игровой процесс из прошлых игр, теперь игрок находится в трёхмерной перспективе от первого лица. В VR-версии игры они будут держать рогатку одной рукой, а другой рукой смогут прицеливаться и запускать птиц. В этой версии игрок также может выбирать разные места, на которых он будет стоять, и под разными углами запускать своих птиц. С другой стороны, в версии игры с дополненной реальностью камера находится всякий раз, когда игрок включён в реальной жизни. Это означает, что здесь игрок может перемещать свой телефон в то или иное место, чтобы изменить своё положение в игре.
В декабре 2019 года в VR-версию был добавлен новый режим «Создание уровней», который позволял создавать и тестировать собственные уровни. В июле 2020 года была добавлена новая функция, которая позволяла игрокам делиться своими уровнями с другими игроками с помощью функции онлайн-подключения в игре. По состоянию на март 2023 года этот режим не был реализован в аналоге дополненной реальности.

### Объекты

#### Предметы
- Рогатка

#### Уловки и препятствия
- Стекло
- Камень
- Динамит
- Древесина

## Персонажи

### Игровые персонажи
- Бомб
- Чак
- Джейк
- Джей
- Джим
- Рэд

### Враги
- Доктор Франкенсвайн (единственное появление)
- Свиньи-миньоны

## Эпизоды
- Песочный пляж
- Скалистый подъем
- Снежные склоны
- Пик вечеринки
- Пляж Малибу
- Жуткий подъём
- Скользкий склон
- Пик ужаса

## Отзывы
Обе версии Angry Birds: Isle of Pigs получили в целом положительные отзывы. В Steam он получил «очень положительный» общий отзыв на основе двухсот двадцати двух отзывов. На Metacritic Angry Birds: Isle of Pigs имеет смешанный рейтинг, основанный на одном обзоре версии для iOS с оценкой от пользователей 5,5 на основе восьми обзоров и на PlayStation 4 пользовательский рейтинг 4,9 на основе тринадцати обзоров.
Скотт Хейден из Road to VR дал версии Angry Birds VR: Isle of Pigs для ПК положительную оценку 8,5, написав, что «яркий и привлекательный мультяшный мир Angry Birds VR даже лучше в VR, чем я надеялся, вводя вас прямо в хорошо реализованная среда, которая кажется, за неимением лучшего слова, безупречной. Симпатичный саундтрек к игре звучит повсюду и, кажется, никогда не стареет даже после прохождения игры за один присест». Аналогично, Феликс Вонг из COGconnected оценил ту же версию игры на 85, заявив, что «Angry Birds: Isle of Pigs признает привлекательность своего предшественника и предлагает головоломки, основанные на физике, в пиках. Здесь нет никаких уловок, просто старое доброе развлечение с птицами. Isle of Pigs возможно, не заново изобретать или оживлять франшизу, но это показывает, что Angry Birds, безусловно, имеет дом в виртуальной реальности. Если Rovio продолжит выпускать столько же сиквелов и спин-оффов для виртуальной реальности, сколько и для мобильных устройств, что же, это может быть неплохо».
Питер Грэм из VR Focus дал игре четыре звезды из пяти и написал, что «Rovio Entertainment и Resolution Games, безусловно, перестраховались с Angry Birds VR: Isle of Pigs. Хотя на самом деле нет никаких серьезных сюрпризов, когда дело доходит до контента и игрового процесса, адаптация к виртуальной реальности сработала превосходно, и студии сохранили высокие производственные ценности, которыми они известны. Angry Birds VR: Isle of Pigs — это Angry Birds только в VR, и в этом нет ничего плохого, так же весело и разочаровывающе, как и всегда».
Рассматривая AR-версию Angry Birds: Isle of Pigs, Томмазо Пульезе из Multiplayer.it написал, что «Angry Birds AR: Isle of Pigs представляет собой успешную попытку обновить формулу серии Rovio, повторно предлагая классическую механику, но с увлекательный поворот: использование дополненной реальности, которая позволяет размещать структуры свиней на плоской поверхности, создавая настоящую трехмерную диораму для взаимодействия». В заключение он оценил игру на 8,0 из 10. Тем не менее, Сэм Симмонс из GameZeboбыл немного более негативным, написав: «Мне нравится эта игра, я думаю, что это свежий поворот в устаревшей франшизе, срок службы которой подходит к концу. С учётом сказанного, я чувствую, что у этого есть будущее игра в качестве трюка на вечеринке. Что-нибудь классное, чтобы показать своим двоюродным братьям в течение пяти минут, прежде чем оно вам наскучит, и сыграйте во что-нибудь ещё».

## Мелочи
- Голосовые фрагменты персонажей этой игры взяты из Angry Birds Toons[14].
- Это первая игра Angry Birds, выпущенная на консоли с момента выхода Angry Birds Trilogy в 2013 году.
- Это первая 3D-игра Angry Birds с момента выхода Angry Birds Go! в 2013[15].
- Это первая игра-головоломка Angry Birds в поджанре физики, в которой полностью используются дизайны из Angry Birds в кино[16].
- Это вторая игра Angry Birds, выпущенная в Steam, первой была Angry Birds Space.
- Angry Birds VR: Isle of Pigs была представлена в игровых автоматах виртуальной реальности с использованием SynthesisVR в начале 2020 года под названием Angry Birds VR: Isle of Pigs Arcade. Содержание этой версии такое же, как и во всех других версиях[17].